# Frank C. Barnes
Frank Charles Barnes (* 25. Juni 1918 in Chicago, Cook, Illinois; † 17. Dezember 1992 in Templeton, Kalifornien) war ein US-amerikanischer Jurist sowie international bekannter Fachbuchautor und Entwickler von Patronenmunition.

## Vita
Frank C. Barnes wurde 1918 als Sohn des Polizisten Clifford Howe Barnes und Marguerite Ann Barnes (geborene Bockstahler) in Chicago geboren. Er leistet von 1945 bis 1947 seinen Militärdienst. Am Truckee Meadows Community College war er Fachbereichsleiter („Criminal Justice Department Chairman“). Er heiratete Harriet Barnes (geborene Nelson, * 1923; † 2013) und verstarb 1992 im Alter von 74 Jahren an Krebs. Privat war Barnes im Schießsport, als Flugzeugpilot und Rennfahrer engagiert.

## Werke
International bekannt wurde Barnes durch seine Enzyklopädie Cartridges of the World die 1965 erstmals erschien und 2019 in der sechzehnten, von W. Todd Woodard überarbeiteten Auflage zu über 1500 Patronen veröffentlicht wurde. Das Werk wird international als Standardreferenz zu Patronen von Handfeuerwaffen genutzt. Etliche Publikationen von Barnes erschienen in Zeitschriften. Barnes entwickelte spezielle Patronenmunition die als .308×1.5-inch Barnes, als .458×1.5-inch Barnes und als .458×2-inch American bekannt wurde.